# Priel

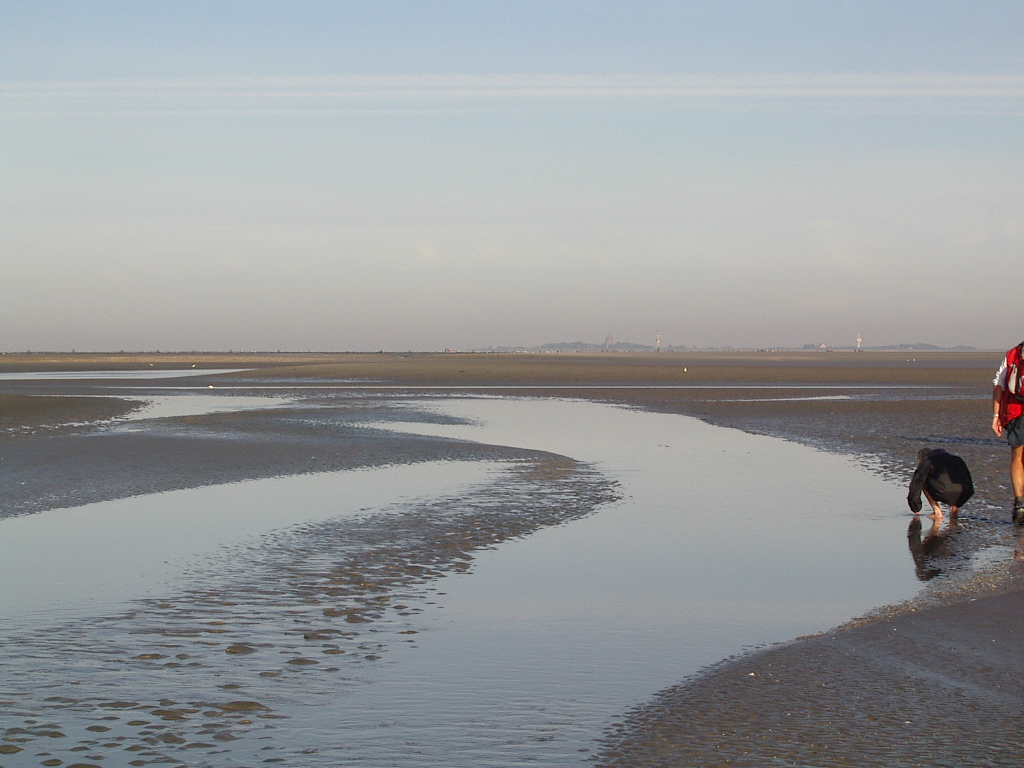
Prielwurzel im Sahlenburger Watt bei Cuxhaven, mit Blick auf die Insel Neuwerk

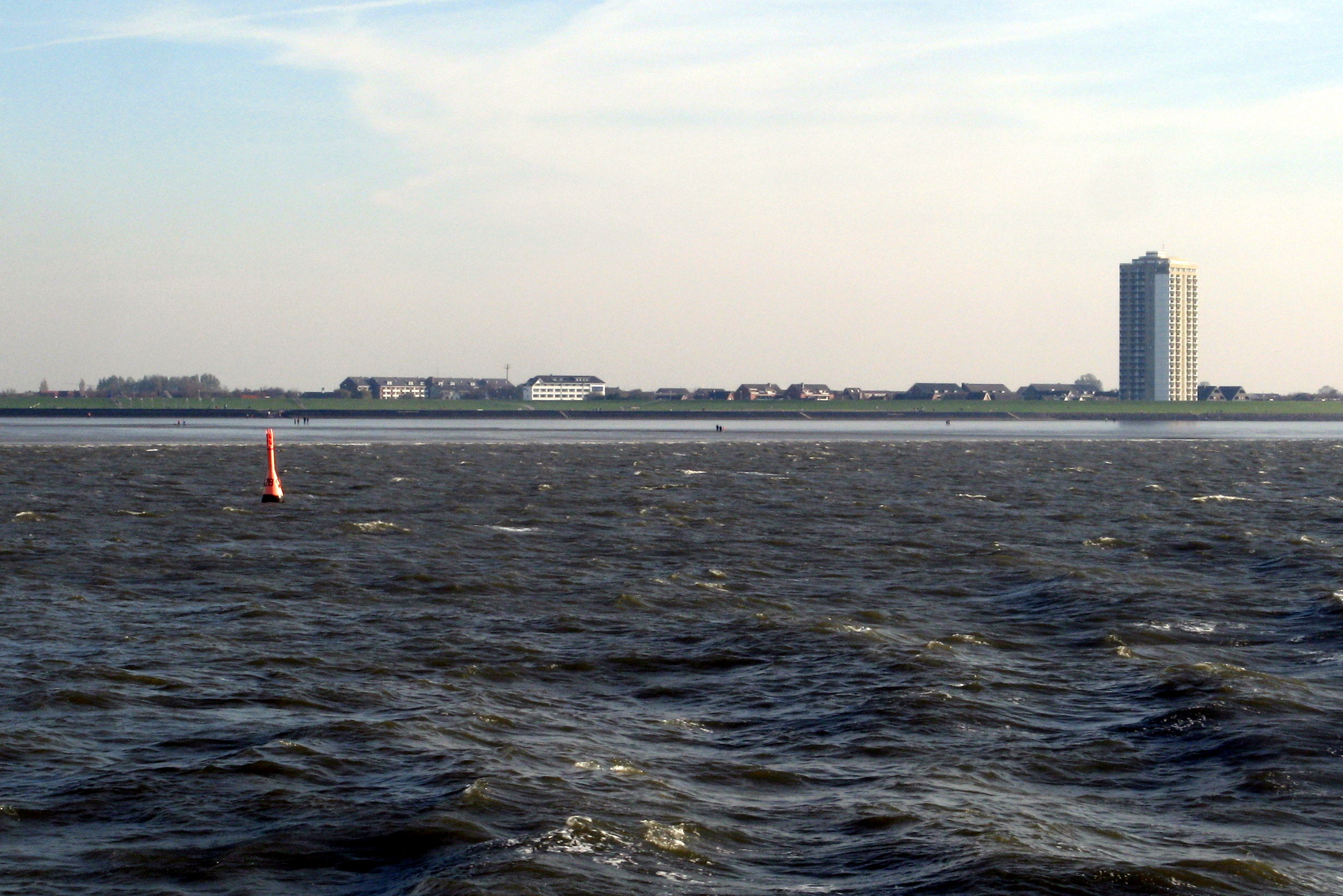
Großer Priel: Süderpiep vor der Büsumer Küste bei niedrigstem Wasserstand, im Hintergrund der Wattsockel

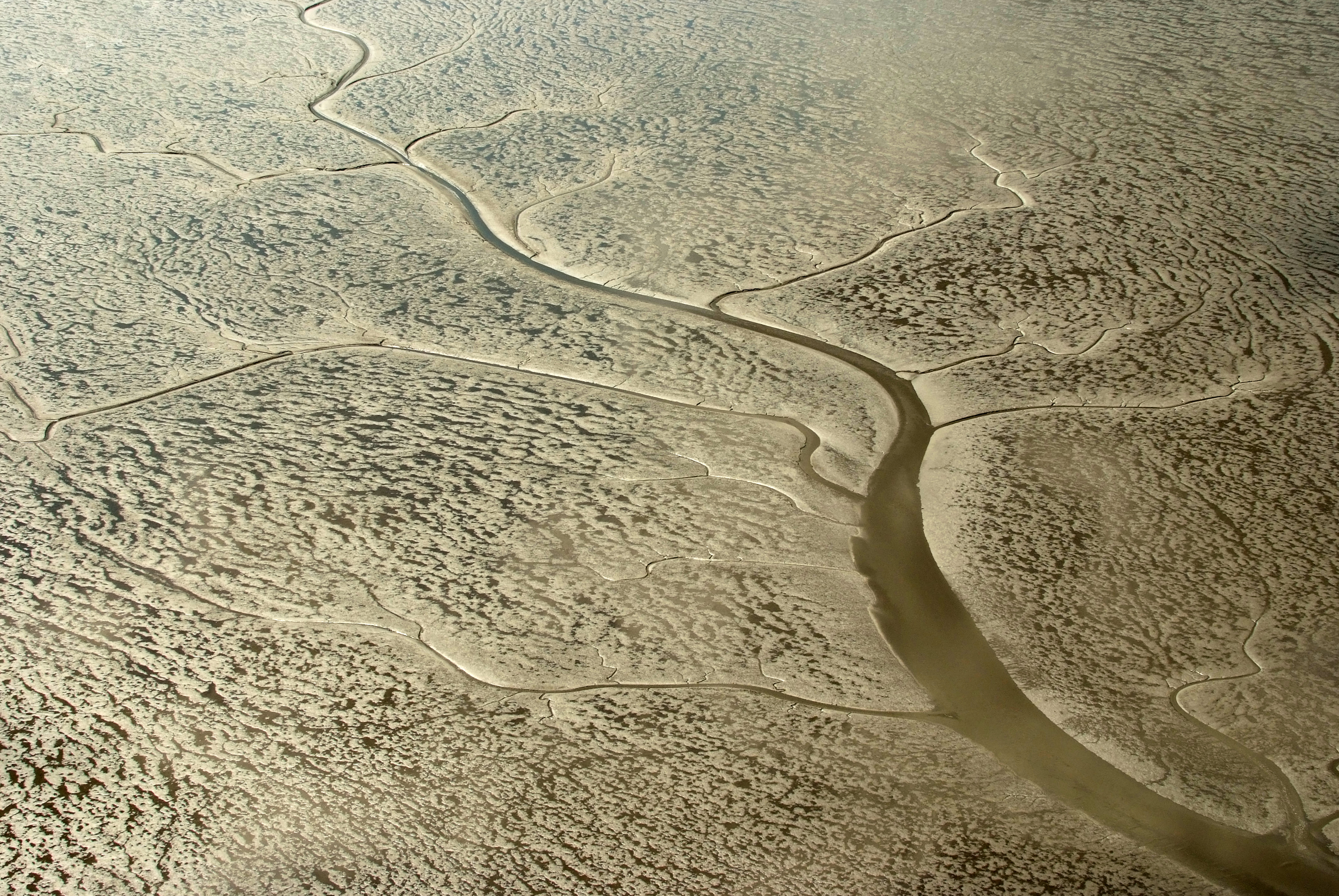
Priel im Wattenmeer an der Nordseeküste

Ein Priel ist ein natürlicher, oftmals mäandrierender Wasserlauf im Watt, in der Marsch oder in Küstenüberflutungsmooren. Er kann die Fortsetzung eines Flussarms von Land im Wattenmeer sein oder aber verschiedene bei Niedrigwasser voneinander getrennte Meeresteile miteinander verbinden. Tiefe, auch bei Niedrigwasser noch beschiffbare Priele werden regional Baljen oder Balgen genannt, und zwar auch dann, wenn sie durch den Menschen stark verändert wurden (wie z. B. das Fahrwasser der Innenjade). Der seichte, zeitweilig trocken fallende Oberlauf eines Priels wird Wattrinne genannt.
Zwischen den Begriffen Priel und Tief gibt es eine gewisse Überlappung, aber keine Deckungsgleichheit.
Priele gibt es auch dort, wo Salzwiesen nicht in Wattgebiete übergehen, z. B. in den Bodden der Ostsee.

## Formen
Priele im Sandwatt verlaufen meist relativ geradlinig, während Priele im Schlickwatt oft stark mäandrieren.

## Lebensraum
Die Priele des Wattenmeers der Nordsee bilden nicht nur einen Lebensraum für die allgegenwärtigen Nordseegarnelen, sondern auch für diverse Fischarten. Die Individuendichte nimmt dabei generell vom offenen Meer zur Küste hin zu, ebenso wie sie in und bei Flussmündungen besonders hoch ist. In allen Prielen vorhanden sind Scholle und Sandgrundel, einige andere Arten haben sich jedoch auf bestimmte Priele und Prielabschnitte spezialisiert. So finden sich in den flachen Prielen und Prielwurzeln vor allem Fische, die der Tidenwanderung folgen und bei Hochwasser auf das Watt ausschwärmen, hier finden sich die typischen Wattenmeerarten. Die tieferen Priele bilden einen Übergangsbereich zur offenen Nordsee.
Typische Priellebensräume sind ästuargeprägte Priele in der Nähe von Flussmündungen, Sandwattpriele und zwei verschiedene Arten der Mischwattpriele. Auf dem Sandwatt hat die Sandgrundel ihre größte Ausbreitung, aber auch Arten wie Kleiner Sandaal und Glattbutt kommen hier verstärkt vor. In Ästuarnähe kommen vor allem typische Flussmündungsbewohner vor, wie Stint, Finte und ebenfalls die Sandgrundel. Der Mischwatttyp, der weit entfernt von Flussmündungen liegt, hat eine hohe Anzahl von Arten, aber geringe Individuenmengen und signifikant andere Arten als in den Flussmündungen. Hier kommen beispielsweise eher Aalmuttern vor. Zwischen den Ästuaren und den entfernter liegenden Mischwatttypen treten Zwischenbereiche auf, die mehr Individuen aber weniger Arten als die reinen Mischwattbereiche aufweisen und Übergangsphänomene vom Mündungsbereich zum reinen Watt aufweisen.

## Bedeutung für den Menschen

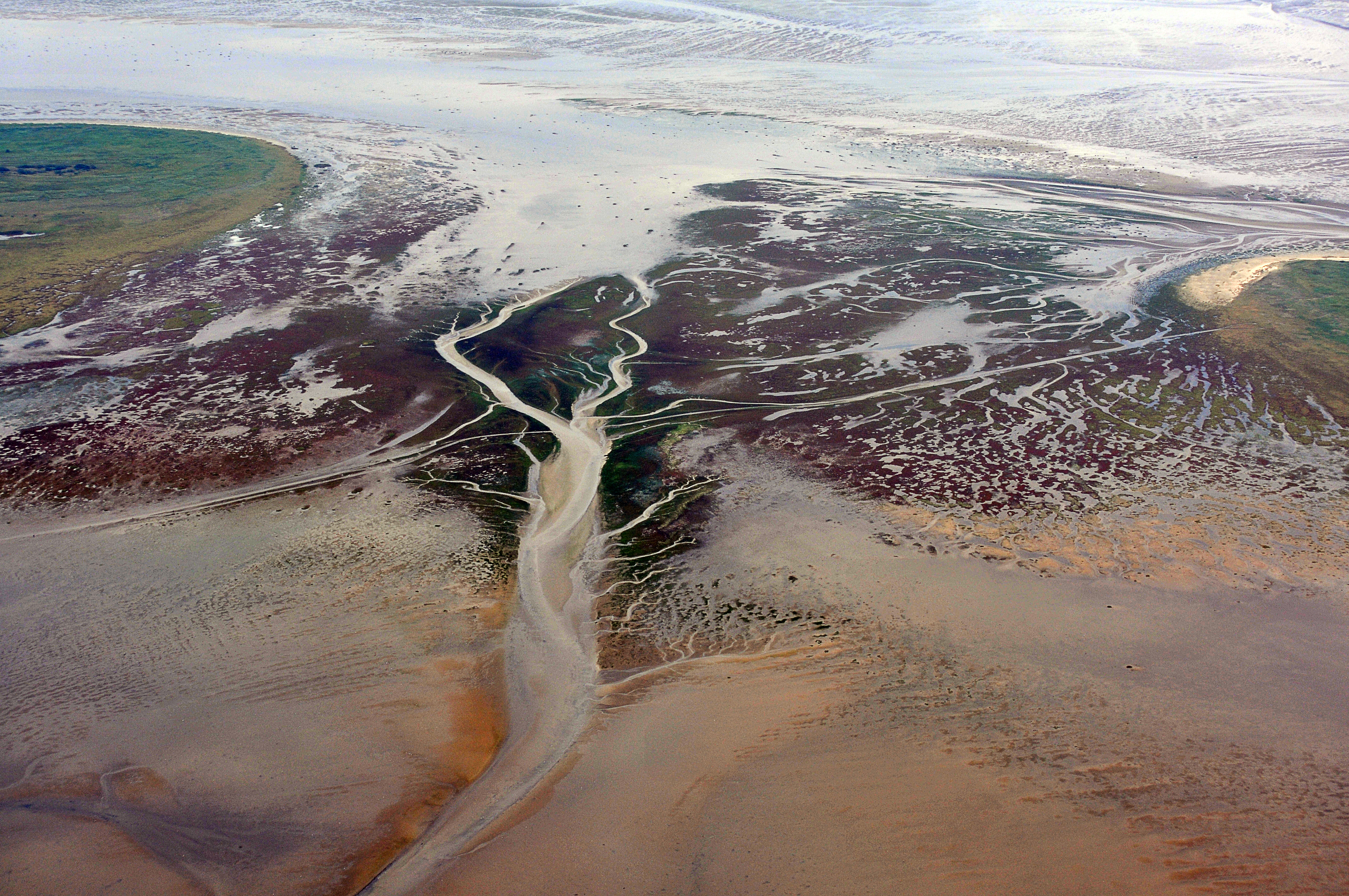
Priele zwischen den Inseln Nigehörn (links) und Scharhörn

Als Fahrwasser für die Schifffahrt sind Priele für die Küstenorte am Wattenmeer unentbehrlich. Andererseits stellen sie auf Wattwanderungen eine ernst zu nehmende Gefahr dar, die mehrere Todesfälle jährlich verursacht: Die auflaufende Flut füllt als erstes die Priele, während das umliegende Watt noch trocken bleibt. Priele mit zunächst nur knöcheltiefem Wasser können dadurch in wenigen Minuten zu einem reißenden Strom anschwellen, dessen Strömung auch beste Schwimmer nicht gewachsen sind.